# Танака Одо
Тана́ка Одо́ (яп. 田中王堂, たなかおうどう; 1867–1932) — японський філософ, літературний критик.
Народився в Сайтамі. Справжнє ім'я — Йосікадзу.
Стажувався в США, де вивчав філософію Джона Д'юі. Першим познайомив японців із філософією прагматизму. Основні твори — «Філософізм», «Я антифілософ» тощо.